# 蔡赴朝
蔡赴朝（1951年4月—），北京市人。男，汉族。1971年7月参加工作，1979年4月加入中国共产党。中国人民大学新闻学专业毕业，文学博士，高级记者、主任编辑职称。中国共产党第十八届中央委员会委员。曾任中共中央宣传部副部长、国家新闻出版广电总局局长。

## 从政经历
1971年，任北京市宣武联运包装厂工人。1975年，任北京市宣武区交通局宣传科干事。1979年，任北京日报社工商部记者。1984年，任北京日报社工商部副主任（1980年至1985年，在中国人民大学新闻学院新闻学专业函授本科班学习）。1986年，任北京日报社财贸部主任。1986年，任北京日报社编委、财贸部主任。1989年，任北京日报社编委、总编室主任。1990年，任北京日报社副总编辑、总编室主任。1992年，任北京日报社副总编辑。
1998年6月，任中共北京市委宣传部副部长、市对外宣传办公室（市政府新闻办公室）主任。2000年，任中共北京市委副秘书长、办公厅常务副主任（正局级）（1997年至2000年，在中国人民大学新闻学院新闻学专业硕士研究生）。2002年，任中共北京市委常委、宣传部部长。2008年，任中共北京市委常委、宣传部部长、副市长（2000年至2010年，在中国人民大学新闻学院新闻学专业博士研究生）。
2011年2月，任中共中央宣传部副部长，国家广播电影电视总局局长、党组书记。2013年3月，任中宣部副部长，国家新闻出版广电总局局长、党组副书记，国家版权局局长。在任期间于2015年颁布日本动漫黑名单下架了诸如进击的巨人，东京食尸鬼，暗杀教室等著名动漫，引起中国国内动漫迷的强烈不满，动漫迷认为广电总局将日本动画强行下架强迫他们观看中国国产动画，只会让国产动画越来越低幼化，口碑越来越烂，严重缺乏国际竞争力，蔡赴朝也因此被中国的动漫迷作为戏谑嘲讽对象。但黑名单颁布仅仅过了两个月之后日本动画电影《哆啦A梦：伴我同行》收获5亿人民币票房，让日本动画电影的潜力在中国获得爆发，广电总局淡化了对于日本动画的严格审查，并促进越来越多的日本动画电影进入中国市场。同年7月，中国动画电影《西游记之大圣归来》上映并取得9亿人民币的票房成绩，创造中国国产动画电影的票房奇迹，蔡赴朝邀请导演田晓鹏等制作人员开会讨论大圣归来的成功及扶持国产动画产业的相关话题，被动漫迷嘲讽“菜赴朝菊长什么时候能不要一刀切禁这禁那，建立分级，解除动漫黑名单？什么时候下架《汽车人总动员》这种抄袭烂作？”“光腚肿菊（对广电总局的谐音蔑称）原地解散就是对国产动画最好的扶持”。2015年，任中宣部副部长，国家新闻出版广电总局局长、党组书记，国家版权局局长。2016年9月29日，不再担任。
2016年11月，增补为第十二届全国政协委员，任第十二届全国政协教科文卫体委员会副主任。